# 小堀佑介
小堀 佑介（こぼり ゆうすけ、1981年10月11日 - ）は、日本の元プロボクサー。千葉県四街道市出身。元WBA世界ライト級レギュラー王者。現役時代は角海老宝石ボクシングジム所属で、2025年現在は同ジム会長を務める。
中学は四街道市立旭中学校を卒業し、高校は千葉敬愛高等学校卒業。入場曲はボン・ジョヴィの“It's My Life”。

## 人物
性格は基本的に天然ボケで恥ずかしがり屋。カメラに向かってファイティングポーズを取るだけでも緊張して、すぐに顔を背けてしまう。ジャンクSPORTSに出演した際には、そういった性格が如実に現れており、爆笑を誘った。
世界王座奪取以前は知名度が低く、世界初挑戦の直前には警官に職務質問を受けたことが話題となったが、世界王座を獲得した翌日の記者会見では「（職務質問してきた警官に）もう一度会ってみたい」と語ったり、ファイトマネーの使い道を聞かれ「枕を買おうと思います」と答えるなど、その独特の回答センスも注目を集めていた。ボクシングを始めたキッカケも非常に独特である(後述)。
日本スーパーフェザー級王座を獲得した直後、祝勝会にて夕方から翌朝7時頃まで12時間以上も酒を浴びるように飲み続けた結果、酔っ払ってしまい、山手線の電車内で眠り続けて4周回ったところで目を覚まし、慌てて電車を降りたところ、獲得したばかりの大事なチャンピオンベルトを電車内に忘れてきてしまったことがある。一瞬で酔いが覚めて、慌てて駅員に電車を止めるように頼んだが当然聞き入れてもらえず、一時間ほど途方に暮れていたところ、池袋駅にて忘れ物のチャンピオンベルトが回収されたことが無線連絡で伝えられ、ベルトは無事に小堀の元へと戻ってきた。
またアダルトビデオ（AV）好きも公言しており、やはり世界王座奪取直後には東京スポーツからAV25本の差し入れを受け取る模様が同紙に掲載された。東スポからAVを受け取る様子を紙面で紹介されたのは、スポーツ選手では松井秀喜以来2人目という。
得意技はジムの先輩であり、小堀の憧れでもある坂本博之直伝の左フック。坂本は現役時代の15年間、ライト級の世界王座獲得にこだわり続けて4度も世界王座に挑戦したが夢が叶わなかったため、後輩の小堀がライト級世界王座を獲得した時は心の底から喜んでいた。

## ボクシングでの歩み
中学2年生のときに辰吉丈一郎に憧れ、千葉県内のボクシングジムに入門するが、ジムが家から遠かったこともあり半年でジムを辞める。高校時代当初は吹奏楽部に所属しコントラバスを演奏していたが、1年の夏に退部しボクシングに復帰。高校3年時にはインターハイ千葉県予選の決勝まで進むが敗退した。その後、受験勉強に取り組んでいたが、ある日、図書館に行って勉強しようとしたところ、運悪く休館日だった。これに怒った小堀はその勢いで「受験を止める」と宣言し家を飛び出す。そこで改めてジムを探したところ、角海老宝石ジムから「入門料・会費免除」という好条件で誘いがあり、そのまま同ジムに入門した。
2000年2月19日、高校3年生でプロデビュー戦に2RKO勝利を収めた。
2006年1月14日、本望信人が返上した日本スーパーフェザー級王座を真鍋圭太と争い、2RTKO勝利により獲得。その後藤田和典、大之伸くまらを下し3度の防衛に成功した。
2007年5月19日、本望が返上し空位となったOPBF東洋太平洋スーパーフェザー級王座と自身が保有する日本同級王座を懸けたダブルタイトルマッチを村上潤二と行い7RTKOで2冠を達成した。東洋太平洋王座は8月27日に返上。日本プロスポーツ大賞新人賞を受賞。
2008年1月5日、同級1位松崎博保と防衛戦を行い2ジャッジが1ポイント差の3-0で防衛に成功。角海老宝石ボクシングジムが主催する興行では、この試合からレイジェス製のボクシンググローブを使用し、鈴木眞吾会長は「スリリングなファイトをファンに見てもらいたい」と語った。
2008年3月26日、世界戦準備のため日本王座を返上。その後、ドン・キングと契約した。
2008年5月19日、世界初挑戦と同時に初のライト級契約での試合。ディファ有明でWBA世界ライト級レギュラー王者ホセ・アルファロ（ニカラグア）に挑戦。2R開始直後にダウンを喫するが、その後に猛反撃し、3回2分8秒逆転TKO勝ちで世界王座を獲得した。この時点でWBAのライト級にはスーパー王者ネート・キャンベルが存在した。この試合は2008年度プロ・アマチュア年間表彰選手選考会で年間最高試合賞に選出され、同時に殊勲賞も受けた。
2009年1月3日、パシフィコ横浜でWBA世界ライト級1位のパウルス・モーゼス（ナミビア）との初防衛戦において0-3の判定負けで王座から陥落した。その後、現役続行を表明し、再起に向けて練習を再開するも頸椎椎間板ヘルニアを患い首や腰の痺れや痛みが悪化したため、5月22日に引退を発表。6月7日、所属ジムで引退会見と引退パーティーが開かれた。
引退後は3ヶ月間のインド放浪を経て、2011年3月からカナダのカルガリーに語学習得を主な目的にワーキング・ホリデーを利用して3年間滞在し、その間、学校やアルバイトの合間に週に2～3回地元のボクシングジムでトレーナーもしていた。2014年7月に帰国し、一時は公務員試験を目指したが断念。2016年4月から角海老宝石ジムのトレーナーを務めるも、1年ほどでジムからは離れ、以後角海老グループで事務職として働いていた。
2025年1月、前会長の鈴木眞吾の後を継ぎ、角海老宝石ボクシングジムの会長に就任した。

## 戦績
- アマチュアボクシング：15戦9勝6敗
- プロボクシング：27戦23勝（12KO）3敗（1KO）1分

| 戦           | 日付           | 勝敗 | 時間     | 内容        | 対戦相手                 | 国籍                 | 備考                                                                |
| ------------ | -------------- | ---- | -------- | ----------- | ------------------------ | -------------------- | ------------------------------------------------------------------- |
| 1            | 2000年2月19日  | ☆    | 2R 0:51  | KO          | 佐藤誠                   | 日本 （帝拳）        | プロデビュー戦                                                      |
| 2            | 2000年8月5日   | ☆    | 4R       | 判定3-0     | 中井良二                 | 日本 （金子）        |                                                                     |
| 3            | 2001年4月7日   | ★    | 2R 0:06  | KO          | 小野崎祐司               | 日本 （野口）        | 東日本フェザー級新人王トーナメント予選                              |
| 4            | 2001年8月4日   | ☆    | 4R       | 判定3-0     | 佐野圭                   | 日本（新日本カスガ） |                                                                     |
| 5            | 2001年10月17日 | ☆    | 1R 1:28  | KO          | 八木橋淑郎               | 日本 （オサム）      |                                                                     |
| 6            | 2002年2月13日  | ☆    | 6R       | 判定2-0     | 田代征史郎               | 日本（トクホン真闘） |                                                                     |
| 7            | 2002年4月3日   | ☆    | 2R 1:50  | TKO         | 上村健太                 | 日本 （横須賀）      |                                                                     |
| 8            | 2002年6月1日   | ☆    | 8R 1:20  | TKO         | 釈尊全雄                 | 日本（センター三迫） |                                                                     |
| 9            | 2002年10月5日  | ☆    | 1R 1:48  | TKO         | ポエムシリ・ナ・パッタヤ | タイ                 |                                                                     |
| 10           | 2003年1月11日  | ☆    | 10R      | 判定3-0     | ジャガー哲也             | 日本 （倉敷守安）    |                                                                     |
| 11           | 2003年5月3日   | ★    | 8R       | 判定0-2     | 刈屋貴憲                 | 日本 （新日本仙台）  |                                                                     |
| 12           | 2003年6月23日  | ☆    | 8R       | 判定3-0     | 西原竜二                 | 日本 （フジタ）      |                                                                     |
| 13           | 2003年12月10日 | ☆    | 10R      | 判定2-0     | 篠崎哲也                 | 日本 （高崎）        |                                                                     |
| 14           | 2004年5月23日  | ☆    | 6R 2:40  | TKO         | 青柳雅人                 | 日本（レパード玉熊） |                                                                     |
| 15           | 2004年9月4日   | ☆    | 8R       | 判定3-0     | 北島桃太郎               | 日本 （福岡帝拳）    |                                                                     |
| 16           | 2004年12月18日 | △    | 9R 1:15  | 負傷判定1-0 | 山﨑晃                   | 日本 （六島）        |                                                                     |
| 17           | 2005年5月12日  | ☆    | 10R      | 判定3-0     | 山﨑晃                   | 日本 （六島）        |                                                                     |
| 18           | 2005年8月6日   | ☆    | 4R 2:25  | TKO         | 鈴木哲哉                 | 日本（グリーンツダ） |                                                                     |
| 19           | 2006年1月14日  | ☆    | 2R 3:00  | TKO         | 真鍋圭太                 | 日本 （石川）        | 日本スーパーフェザー級王座決定戦                                    |
| 20           | 2006年5月6日   | ☆    | 6R 1:07  | TKO         | 藤田和典                 | 日本 （倉敷守安）    | 日本王座防衛1                                                       |
| 21           | 2006年11月4日  | ☆    | 10R 0:47 | 負傷判定3-0 | 三上朗央                 | 日本 （帝拳）        | 日本王座防衛2                                                       |
| 22           | 2007年1月6日   | ☆    | 3R 1:10  | KO          | 大之伸くま               | 日本 （FUKUOKA）     | 日本王座防衛3                                                       |
| 23           | 2007年5月19日  | ☆    | 7R 1:52  | TKO         | 村上潤二                 | 日本 （八王子中屋）  | 日本王座防衛4／OPBF東洋太平洋スーパーフェザー級王座決定戦／OPBF返上 |
| 24           | 2007年9月15日  | ☆    | 10R      | 判定3-0     | 三浦隆司                 | 日本 （横浜光）      | 日本王座防衛5                                                       |
| 25           | 2008年1月5日   | ☆    | 10R      | 判定3-0     | 松崎博保                 | 日本 （協栄）        | 日本王座防衛6／返上                                                 |
| 26           | 2008年5月19日  | ☆    | 3R 2:08  | TKO         | ホセ・アルファロ         | ニカラグア           | WBA世界ライト級タイトルマッチ                                       |
| 27           | 2009年1月3日   | ★    | 12R      | 判定0-3     | パウルス・モーゼス       | ナミビア             | WBA王座陥落                                                         |
| テンプレート |                |      |          |             |                          |                      |                                                                     |

## 獲得タイトル
- 第40代日本スーパーフェザー級王座（防衛6＝返上）
- 第34代OPBF東洋太平洋スーパーフェザー級王座（防衛0＝返上）
- WBA世界ライト級レギュラー王座（防衛0=陥落）

## その他
2006年・2007年は日本タイトルマッチを年3回行ったのに対し、2008年は2戦しか戦っていないため収入が乏しく、当時現役の世界チャンピオンであったにもかかわらず生活苦に陥った。本来であれば9月までに最初の防衛戦を行うはずであったが、小堀の試合の興行権を持つドン・キングが小堀陣営に対して興行権を売る際の金額が、小堀陣営の想定していた金額よりも遥かに高かったため、交渉が難航したことが原因で、同年10月には「昨年のほうがファイトマネーが多かった」「生活ギリギリです。早く試合させてください」とメディアに訴えている。